# Sorte øjne
Sorte øjne (russisk: Очи чёрные) er en sovjetisk-italiensk spillefilm fra 1987 af Nikita Mikhalkov.

## Medvirkende
- Marcello Mastroianni som Romano Patroni
- Silvana Mangano som Elisa
- Marthe Keller som Tina
- Isabella Rossellini som Claudia
- Pina Cei